# Molophilus acanthus
Molophilus acanthus là một loài ruồi trong họ Limoniidae. Chúng phân bố ở miền Australasia.